# Dilophus microcerus
Dilophus microcerus är en tvåvingeart som beskrevs av Edwards 1935. Dilophus microcerus ingår i släktet Dilophus och familjen hårmyggor. Inga underarter finns listade i Catalogue of Life.